# هیتوشی اوکی
هیتوشی اوکی (انگلیسی: Hitoshi Ueki؛ ۲۵ دسامبر ۱۹۲۶ – ۲۷ مارس ۲۰۰۷) یک خواننده، هنرپیشه، آهنگساز، و کمدین اهل ژاپن بود.
از فیلم‌ها یا برنامه‌های تلویزیونی که وی در آن نقش داشته است می‌توان به آشوب اشاره کرد.